# Dècada del 1310 aC

## Esdeveniments
- Vers 1318 aC, mort Aixuruballit I d'Assíria i el succeeix el seu fill Enlilnirari (vers 1317–1308 aC). Accions internacionals d'aquest provoquen la còlera del rei de Babilònia, Kurigalzu II, que es considerava sobirà d'Assur, i els dos poders no tardaran en enfrontar-se.
- Vers 1312 aC, guerra entre Kurigalzu II de Babilònia i Khurpatila d'Elam. Els babilonis saquegen la regió de Warakshe i arriben fins a la capital Susa, que es ocupada temporalment (es creu que durant alguns anys).
- Vers 1312 aC, campanya egípcia a Síria; Nuhase (sota influència dels hitites) es posa sota protecció egípcia; contraatac hitita que recupera Nuhase, probablement l'any següent. Però el domini hitita no es va poder consolidar i Nuhase es rebel·là de nou aliat al rei Aitakama de Kadesh; els hitites retornen i recuperen el control i el rei Aitakama fou assassinat pel seu propi fill que fou reconegut sobirà per Mursilis II.
- Vers 1310 aC, Elam recupera la independència sota una dinastia originaria de Malamir (180 km al sud de Susa) dirigida per Ikekhaldi.
- Vers 1310 aC, les tribus kashkes s'unifiquen sota un sobirà comú de nom Pokhkhuniya i fan aliança amb Azzi o Hayasa-Azzi, estat sota influència hitita. Però els hitites van derrotar els kashkes i van sotmetre a Hayasa-Azzi (país que romandrà sotmès als hitites al tomb de tres quarts de segle més)
- Vers 1310 aC, primera datació en C14 de la cultura talaiòtica a Pula (Mallorca).[1]
- Vers 1310 aC. Possible abandonament parcial de les Pitiüses.[1]

## Personatges destacats
- Enlilnirari d'Assíria